# Samuel Auguste Tissot

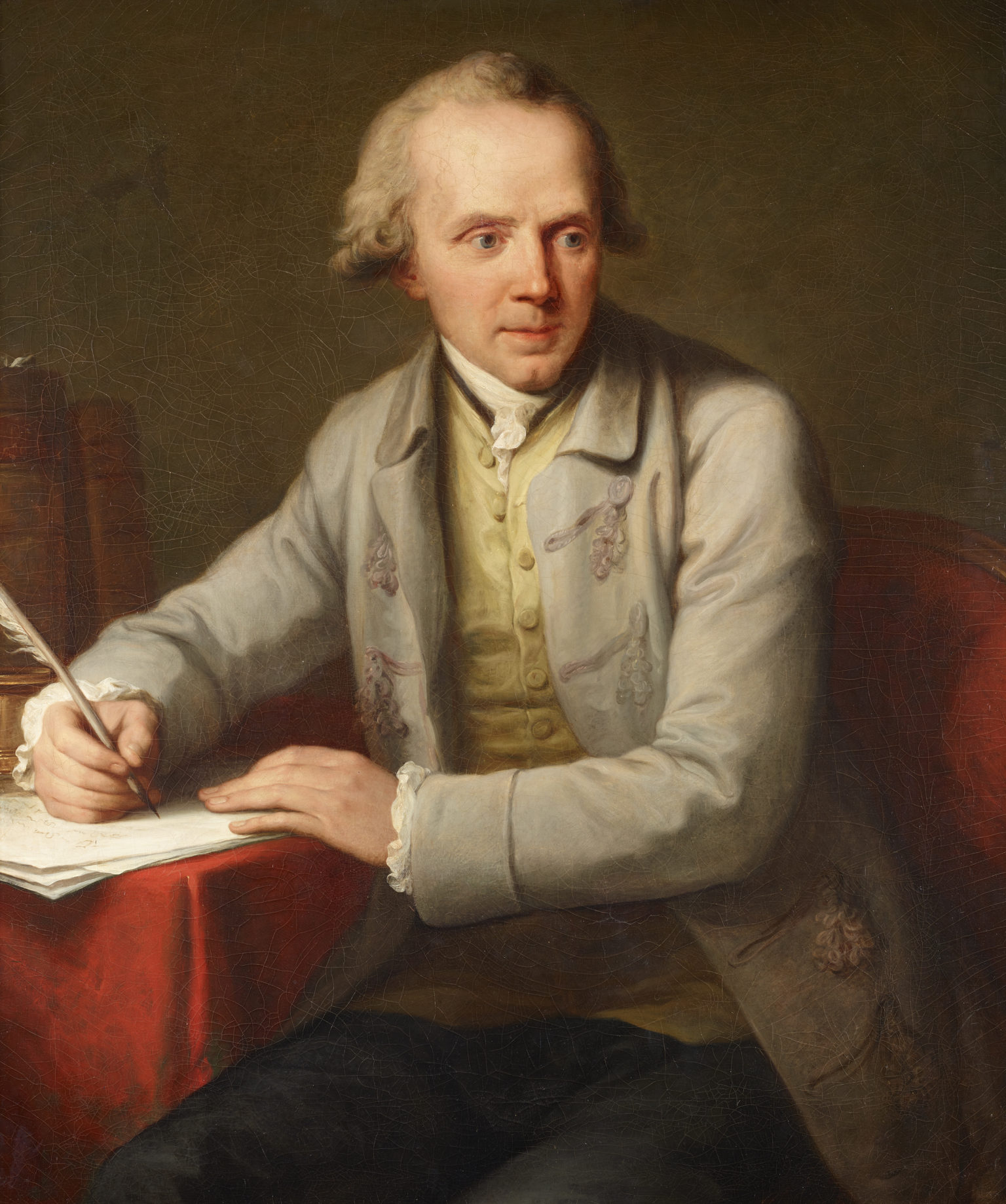
Simon-Auguste Tissot (1783)

Samuel Auguste André David Tissot także Szymon Andrzej Tyssot (ur. 20 marca 1728 w Grancy w kantonie Vaud, zm. 13 czerwca 1797 w Lozannie) – szwajcarski lekarz, neurolog, popularyzator wiedzy medycznej. Wyznawca kalwinizmu. 

## Życiorys
Ukończył akademię medyczną w Genewie w 1745 roku, następnie na Uniwersytecie w Monpellier w wieku 22 lat uzyskał stopień doktora. Praktykował w Lozannie. W 1766 r. stanął na czele wydziału medycznego miejscowego uniwersytetu. Publikacje, pisane zrozumiałym językiem przyniosły mu poczytność i sławę. Za osiągnięcia otrzymał pensję od władz kantonu genewskiego. Został przyjęty w poczet członków Brytyjskiego Towarzystwa Królewskiego. Opowiedział się za wprowadzeniem szczepień jako metodą zwalczania epidemii. Dzięki swym publikacjom stał się wziętym lekarzem. Został profesorem medycyny w Lozannie w 1766 r. Opublikował 25 książek i monografii. Jako lekarz był zapraszany na dwory europejskich władców między innymi do Augusta III.
Na prośbę cesarza Józefa II, w latach 1780-1783 został profesorem katedry medycyny klinicznej uniwersytetu w Pawii.
W swoich poglądach mieszał zabobonny tradycjonalizm z nowoczesnością. W zwalczaniu chorób stawiał na ziołolecznictwo i aromaterapię. Podkreślał znaczenie samopoczucia i psychiki dla zdrowia. Podejmował kwestię śmiertelności pacjentów i zajmował się statystyką medyczną. Był przeciwnikiem rozpowszechnionego w owym czasie ponad miarę puszczania krwi. Zamiast tego zalecał chininę oraz kamforę. Polecał też środki uspokajające podawane w maśle, mleku, winie lub wodzie. Nakazywał ćwiczenia gimnastyczne i zabraniał leżenia w łóżku w innym celu niż spanie. Chorym zalecał spokój oraz świeże, czyste powietrze pozbawione szkodliwych miazmatów, będących przyczyną chorób. Uważał, że życie w zdrowiu zapewniają umiar w jedzeniu oraz równowaga w działaniu i emocjach.
W poglądach doktora Tissota pobrzmiewają poglądy Kartezjusza uważającego organizm za skomplikowaną maszynę.

## Publikacje

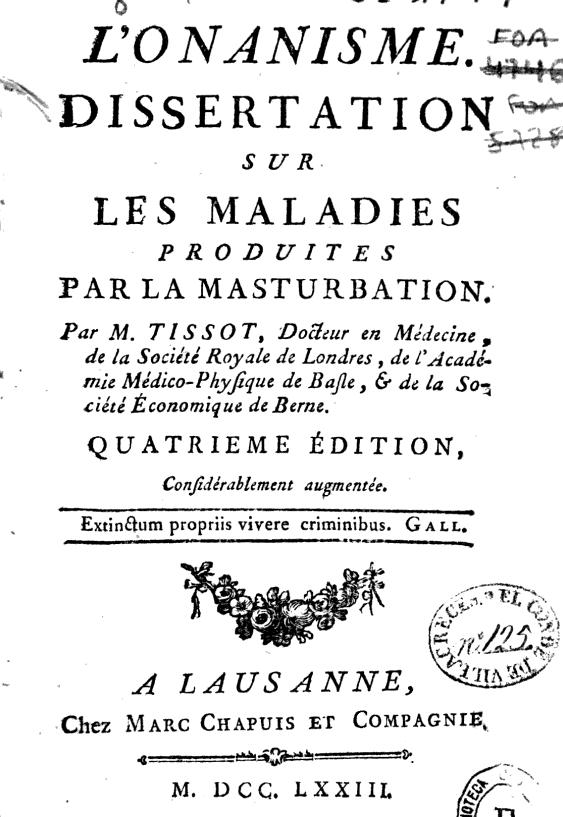
L'Onanisme, mongrafia Tissota, która wpłynęła na rozpowszechnienie się poglądu o szkodliwości masturbacji

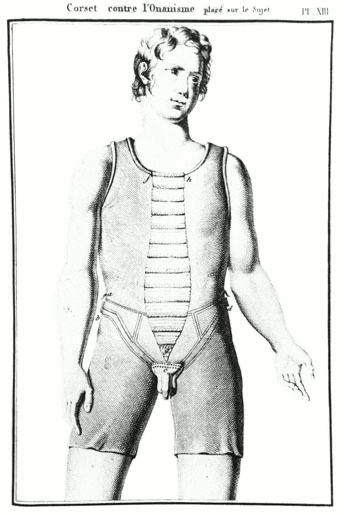
Gorset zapobiegający onanizmowi (1815)

Największą sławę przyniósł mu opublikowany w 1760 r. L'onanisme et l'Avis au peuple sur sa santé, oryginalny, oparty na własnych obserwacjach klinicznych, obszerny traktat medyczny w którym przedstawił zgubne skutki masturbacji. Publikacja ta między rokiem 1760 a 1905 miała 63 wydania. Według traktatu, sperma jest źródłem siły życiowej stąd jej nadmierna, sprzeczna z naturą utrata, powoduje niepowetowane szkody - spadek siły życiowej, osłabienie, otępienie, utratę pamięci, wzroku, nadmierną chudość (wyniszczenie organizmu) przez utratę apetytu, podagrę, reumatyzm, zanik rdzenia kręgowego, bóle głowy i wszelkiego rodzaju choroby psychiczne.. Traktat ten a właściwie płynące z niego wnioski stały się na ponad dwa wieki powszechnie obowiązujące. W dużym stopniu przyczyniły się do tego wzmianki na temat skutków onanizmu w pracach takich sław jak Kant oraz Voltaire. Odkrycie ratujące siły życiowe żołnierzy docenił Napoleon Bonaparte. 1 kwietnia 1787 r. przesłał doktorowi Tissot słowa uznania za to odkrycie, o wielkim dla ludzkości znaczeniu. Zwłaszcza w placówkach oświatowych, ochronkach, internatach, zazwyczaj podlegających władzy kościelnej do powszechnego zwyczaju wszedł obowiązek spania na wznak, z rękami na kołdrze. Za przykładem, takiego samego zachowania u swych dzieci pilnowali troskliwi rodzice.
Ważną publikacją okazał się też Traite des nerfs et de leur maladies (Traktat o nerwach i ich chorobach) z 1778 r. w którym Tissot poświęcił wiele miejsca takim chorobom jak migrena oraz epilepsja (zwana dotychczas wielką chorobą, wcześniej już opisana w jego Traite de l'epilepsie (1770)). Był to jeden z pierwszych wyczerpujących i naukowych opisów bólów głowy. Wywarł duży wpływ na badania migreny przez następne około 75 lat.. Praca ta jest wciąż uznawana za pionierską i wzorcową w tej dziedzinie

## Dzieła Tissota w Polsce
Po polsku ukazały się:
- Onanizm, roztrząsanie chorób pochodzących z samogwałtu, przez Pana Tyssota, sławnego doktora po francusku napisany, teraz na polski przełożony. Za przywilejem w Warszawie i Lwowie, nakładem i drukiem Michała Grölla, księgarza nadwornego Jego Królewskiej Mości wydana. 1782. Przekładu dokonano na podstawie VII wydania z 1781 r. Polskie wydanie wielokrotnie powtarzano np. 1787, 1802, 1806.

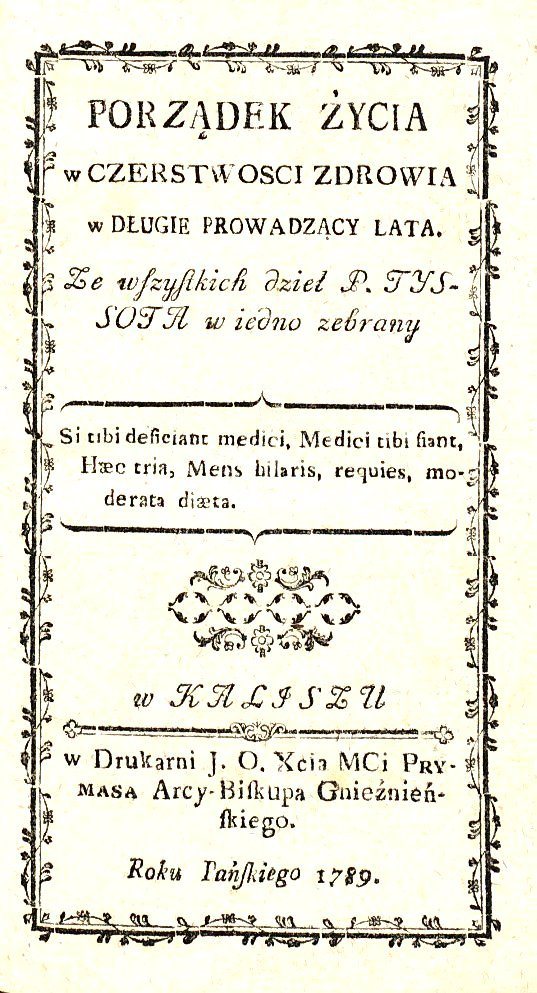
Tytułowa strona jednego z polskich tłumaczeń

- Porządek życia w czerstwości zdrowia w długie prowadzący lata. Ze wszystkich dzieł P. Tyssota w jedno zebrany w Kaliszu, w drukarni J.O. Xcia. MCi. Prymasa Arcy-Biskupa Gnieźnieńskiego. Roku Pańskiego 1789. Kolejne wydania w Supraślu 1789, Kaliszu 1793, Łowiczu 1799.
- Rada dla literatów, sedentarjuszów i wszystkich, którzy przywiązanemi do urzędu swojego pracami rozumu zdrowie swoje wycieńczają przez Pana Tyssota doktora i profesora medycyny w Akademii Lozańskiej wydana, a dla pożytku publicznego z francuskiego na język ojczysty w r. 1774 przełożona [z łaciny] przez księdza Joachima Karwowskiego S.P. [...] drzeworytami Pana Chrostowskiego osłodzona. Warszawa 1774 w drukarni J. K. Mci. i Rzplitej. u księży Pijarów. Kolejne wydania ukazały się w 1777 r. (jako III tom, w rzeczywistości było to poprzednie wydanie z aktualizacjami z wydania w j. francuskim), 1778, 1790, 1801, 1805.
- Rada dla pospólstwa względem zdrowia jego przez P. Tyssota, doktora i profesora medycyny. Towarzysza Akademii Królewskiej Londynu, Medyko-Fizycznej Bazylejskiej, Ekonomicznej Berneńskiej z francuskiego na polski język przełożona. Wydrukowano w 2 tomach w Warszawie w drukarni J. K. Mci. i Rzplitej. u księży Pijarów (1773). Przekład na podstawie oryginału z roku 1761. Książka dostała rekomendację Piramowicza w roku 1774. Kolejne wydanie ukazywały się w latach 1777, 1785 (nowy przekład, poprawiony i do polszczyzny stosowniejszy), 1790, 1798.
- Wypisy względem zdrowia z dzieł pana Tyssot doktora i profesora medycyny wyjęte (1821)